# Black Star (album)
Pour les articles homonymes, voir Black Star.
Albums de Black Star
No Fear of Time
(2022)
Albums par Talib Kweli
Train of Thought
(2000)
Albums par Mos Def
Black on Both Sides
(1999)
Singles
1. Definition
Sortie : 26 août 1998
2. Respiration
Sortie : 23 février 1999

Black Star ou Mos Def & Talib Kweli Are Black Star est un album collaboratif des rappeurs Mos Def et Talib Kweli (sous le nom de Black Star), sorti le 25 août 1998.
L'album s'est classé 13e au Top R&B/Hip-Hop Albums et 53e au Billboard 200.

## Liste des titres
| No  | Titre                                                                                  | Contient un (des) sample(s) de | Durée |
| --- | -------------------------------------------------------------------------------------- | --- | ----- |
| 1.  | Intro (Produit par Hi-Tek et Talib Kweli)                                              | | 1:11  |
| 2.  | Astronomy (8th Light) (featuring Weldon Irvine – Produit par Da Beatminerz)            | Love Theme From Spartacus de Gábor Szabó Change the Beat (Female Version) de Beside                                                          | 3:23  |
| 3.  | Definition (Produit par Hi-Tek)                                                        | Remix for P Is Free des Boogie Down Productions Stop the Violence des Boogie Down Productions The Bridge Is Over des Boogie Down Productions | 3:26  |
| 4.  | RE: DEFinition (Produit par Hi-Tek)                                                    | | 3:02  |
| 5.  | Children's Story (Produit par Shawn J. Period)                                         | | 3:32  |
| 6.  | Brown Skin Lady (Produit par J. Rawls)                                                 | We Almost Lost Detroit de Gil Scott-Heron et Brian Jackson                                                                                   | 5:46  |
| 7.  | B Boys Will B Boys (Produit par Ge-ology)                                              | Stoop Rap de Double Trouble Change the Beat (Female Version) de Beside The Show de Doug E. Fresh, Slick Rick & The Get Fresh Crew            | 2:36  |
| 8.  | K.O.S. (Determination) (featuring Vinia Mojica – Produit par Hi-Tek)                   | Baby, This Love I Have de Minnie Riperton Verses From the Abstract de A Tribe Called Quest                                                   | 4:49  |
| 9.  | Hater Players (Produit par Shawn J. Period)                                            | | 4:08  |
| 10. | Yo Yeah (Produit par J. Rawls et Talib Kweli)                                          | Touch de John Klemmer | 1:10  |
| 11. | Respiration (featuring Common – Produit par Hi-Tek et Pete Rock)                       | Theme From "The Fox" de Don Randi | 6:05  |
| 12. | Thieves in the Night (Produit par 88-Keys)                                             | Your Arms Too Short to Box With God de Delores Hall                                                                                          | 5:16  |
| 13. | Twice Inna Lifetime (featuring Jane Doe, Wordsworth et Punchline – Produit par Hi-Tek) | | 5:38  |